# Cafo bej Ulqini
Cafo bej Ulqini lub Mustafa Alibegu (ur. 1893 w Ulcinju, zm. 25 grudnia 1977 w Szkodrze) – jugosłowiański i albański polityk, burmistrz Ulcinja. W wyniku wyborów z 1943 roku otrzymał mandat do albańskiego parlamentu, rok później został członkiem Rady Regencyjnej.